# Damien Jurado

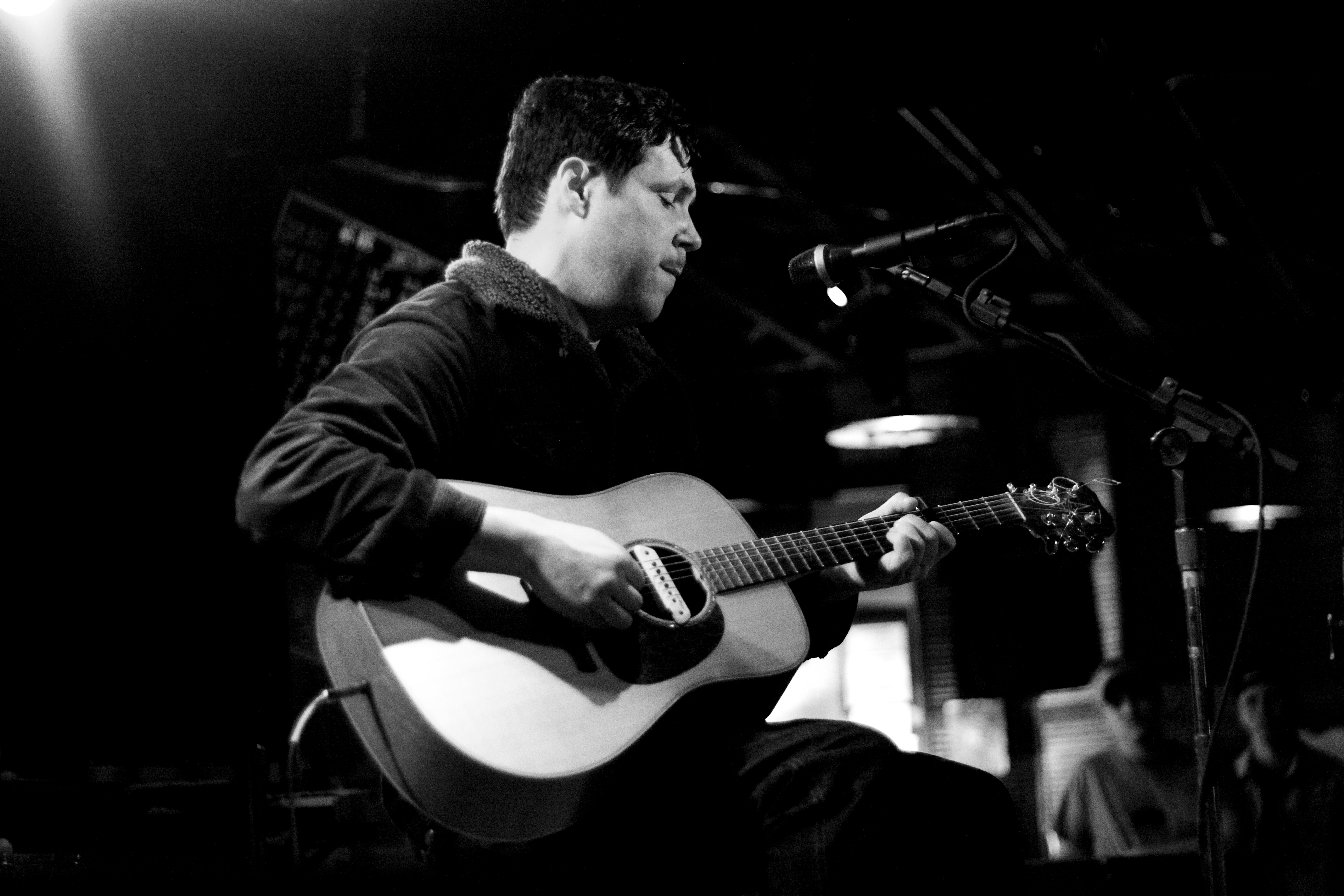
Damien Jurado

Damien Jurado (* 12. November 1972 in Seattle, Washington) ist ein US-amerikanischer Musiker.

## Leben und Wirken
Anfang der 1990er Jahre nahm Damien Jurado seine ersten Demotapes unter eigenem Namen auf. 1995 kam er über Jeremy Enigk, damals noch Sänger von Sunny Day Real Estate, zu einem Plattenvertrag mit Sub Pop Records. Hier veröffentlichte er in den folgenden Jahren zwei EPs und sein Debütalbum Waters Ave S. Die Kritiken waren positiv, speziell 1999 für Rehearsals for Depature. Das Album erlangte jedoch kaum öffentliche Aufmerksamkeit. Im September 2000 erschien Ghost of David, das wesentlich introvertierter ausfiel als die poplastigen Vorgänger. Anfang 2002 erschien die Rockplatte I Break Chairs, die er mit befreundeten Musikern als Damien Jurado and Gathered in Song veröffentlichte.
Damit war sein Vertrag mit Sub Pop erfüllt und er wechselte zum damals noch sehr kleinen Label Secretly Canadian, wo er 2003 das wiederum gelobte Where Shall You Take Me? und zwei Jahre später On My Way to Absence veröffentlichte. 2006 erschien And Now That I’m in Your Shadow und 2008 folgte Caught in the Trees. Ende Mai 2010 erschien sein neuntes Studioalbum Saint Bartlett. Maraqopa, mit dem er erstmals den Sprung in die Billboard-Charts schaffte, folgte im Februar 2012.
Zwischen diesen regulären Alben erschienen immer wieder EPs, Singles, Raritätensammlungen, so dass Damien Jurado über 30 Veröffentlichungen auf kleinen und Kleinstlabels hat.
Über die Jahre hinweg arbeitete er immer wieder mit befreundeten Musikern zusammen, u. a. mit der Songwriterin Rosie Thomas und bis zum Jahr 2003 auch mit David Bazan (ex Pedro The Lion), mit dem er in den 1990er Jahren in mehreren Hardcore-Bands (u. a. Coolidge) spielte. Von 2002 bis 2008 war Eric Fisher sein engster musikalischer Partner. Ab 2006 war dieser zusammen mit der Cellistin Jenna Conrad auch fester Bestandteil der Band Damien Jurado. Für sein Album Saint Bartlett trennte er sich von seiner Band und arbeitete erstmals eng mit dem Musiker Richard Swift zusammen. 2013 erschien der von ihm gesungene Song Almost Home auf dem Moby-Album Innocents.
Seine meist sehr düsteren, skizzenhaften Texte brachten ihm Vergleiche mit Raymond Carver ein.
Ende 2007 gründete Damien Jurado mit seinem Bruder Drake die Band Hoquiam. Ihr erstes, selbstbetiteltes Album erschien Ende Februar 2010 in einer Auflage von 500 Stück auf St. Ives Records, einem Sublabel von Secretly Canadian.

## Diskografie
Alben
- 1997: Waters Ave S.
- 1999: Rehearsals for Depature
- 2000: Ghost of David
- 2002: I Break Chairs [mit Gathered in Song]
- 2003: Where Shall You Take Me?
- 2005: On My Way to Absence
- 2006: And Now That I’m in Your Shadow
- 2008: Caught in the Trees
- 2010: Saint Bartlett
- 2011: Live at Landlocked (Live)
- 2012: Maraqopa
- 2014: Brothers and Sisters of the Eternal Son
- 2016: Visions of Us on the Land
- 2016: Other People's Songs, Volume 1 (with Richard Swift)
- 2018: The Horizon Just Laughed
- 2019: In the Shape of a Storm
- 2020: What’s New, Tomboy?
- 2022: Reggae Film Star
- 2023: Sometimes You Hurt The Ones You Hate
- 2023: Motorcycle Madness
- 2023: Passing The Giraffes
- 2025: Motorcycle Madness ('25)

Singles, EPs
- 1995: Motorbike (Sup Pop)
- 1996: Trampoline (Sub Pop)
- 1997: Halo Friendly (Summershine)
- 1997: Vary (Tooth & Nail)
- 1998: Chevrolet (UK only, Snowstorm)
- 1998: Gathered in Song (Made in Mexiko)
- 1999: Latters & Drawings (UK only, Ryko)
- 2001: 4 Songs (Burnt Toast Vinyl)
- 2002: Big Let Down (Secretly Canadian)
- 2003: Holding His Breath (Acuarela)
- 2004: Just in Time for Something (Secretly Canadian)
- 2006: Traded for Fire/Ghost of David, Split-Single mit Dolorean (Secretly Canadian)
- 2006: Gathered in Song (Made in Mexiko, Re-Release with Bonus Tracks)
- 2010: LEM : Volume 1, January 2010 (Flannelgraph Records/Crossroads of America)
- 2010: Our Turn to Shine EP (Secretly Canadian) (This Saint Bartlett bonus EP  is exclusive to Amazon UK)
- 2012: Diamond Sea/Pentagrams (Part of The Maraqopa Sessions) (Secretly Canadian)
- 2012: Clouds Beyond/Let As All In (Part of The Maraqopa Sessions) (Secretly Canadian)
- 2012: Wyoming Songbirds/Ghost of David (The Return) (Part of The Maraqopa Sessions) (Secretly Canadian)
- 2012: The Maraqopa Sessions EP (Secretly Canadian) (Bonus EP to celebrate the inclusion of Maraqopa on Rough Trade’s Best Album 2012 list)
- 2017: Recorded Live at Little Elephant (2017, Little Elephant)
- 2020: Unissued EP (Self-Released)
- 2020: Birds Tricked Into The Trees (Mama Bird Recording)
- 2021: Take Your Time (Maraqopa Records)

Tour-CDs
- 2004: Walk Along the Fence (self-released)
- 2006: untitled 6 Song EP (self-released)
- 2007: the trees tour EP (self-released)
- 2009: European Tour CDR (self-released)
- 2010: Tour CD #4 (self-released)

Live-Alben
- 2011: Live at Landlocked
- 2024: Live On 2 Meter Sessions
- 2024: Live at St. Mark's Cathedral, Seattle, WA, August 7th 2024

Raritäten, etc.
- 2000: Postcards & Audio Letters [von Jurado zusammengestellte Anrufbeantworteraufnahmen] (TNI Books)
- 2004: This Fabulous Century – Demos, 1998 (Burnt Toast Vinyl)

mit Hoquiam
- 2010: Hoquiam (St. Ives)